# Mister Lonely
Pour la chanson de Bobby Vinton, voir Mr. Lonely.
Pour plus de détails, voir Fiche technique et Distribution.
Mister Lonely est un film franco-britannique-américain réalisé par Harmony Korine, coécrit avec son frère Avi Korine, sorti en 2007.

## Synopsis
D'après les frères Korine, le film raconte "l'histoire d'un jeune Américain perdu à Paris. Il parvient à subsister en tant que sosie de Michael Jackson, dansant dans les rues, les parcs publics et les endroits touristiques.
Différent de tous, il a l'impression de tanguer entre deux mondes. Lors d'une démonstration automobile, Michael Jackson rencontre Marilyn Monroe. Hanté par sa beauté angélique, il la suit dans un petit village écossais, rejoignant son mari Charlie Chaplin et sa fille Shirley Temple. Un endroit où tout le monde est célèbre et où personne ne vieillit. Là, le Pape, la Reine d'Angleterre, Madonna, James Dean et autres sosies montent un spectacle dans l'espoir que des gens du monde extérieur viennent les voir sur scène. Des nonnes sautent d'avion et des enfants chevauchent des porcs. Tout est beau. Jusqu'à ce que le monde change, et que la réalité fasse intrusion dans leur rêve utopique."
Le Screen International parle de "scènes tournées dans la maison de personnes âgées, située dans la Ville de Bonnueil, à une heure de Paris, et le lendemain dans les jardins du Luxembourg et Montparnasse", ce qui "montre des décisions de dernière minute propres au style de Korine." Cela continue par : "Dans la maison de retraite où Michael rencontre Marilyn pour la première fois, Luna est habillé comme Jackson dans sa période Dangerous, laissant un message maladroit à des parisiens du quatrième âge, chantant "You're never gonna die, I want you to live forever" ("Vous ne mourrez jamais, je veux que vous viviez pour toujours") tandis que les résidents s'endorment dans leur fauteuil."

## Fiche technique
- Réalisation : Harmony Korine
- Scénaristes : Harmony Korine  & Avi Korine
- Musique : Jason Spaceman, The Sun City Girls
- Caméraman : Marcel Zyskind
- Montage : Valdís Óskarsdóttir, Paul Zucker
- Costumes : Judy Shrewsbury
- Sociétés de Production : arte France Cinéma, O' Salvation,  Agnès b. Productions, Love Streams Productions, Recorded Picture Company
- Sociétés de distribution : Shellac Distribution, GAGA, Kino Bez Granits
- Genre : comédie dramatique
- Durée : 112 min
- Dates de sortie : 
  - France : 22 mai 2007 (Festival de Cannes en section Un Certain Regard)
  - Belgique : 3 juillet 2007 (Brussels European Film Festival)

## Distribution
- Diego Luna : Michael Jackson
- Samantha Morton : Marilyn Monroe
- Denis Lavant : Charlie Chaplin
- Werner Herzog : père Umbrillo
- Leos Carax : Renard
- Richard Strange : Abraham Lincoln

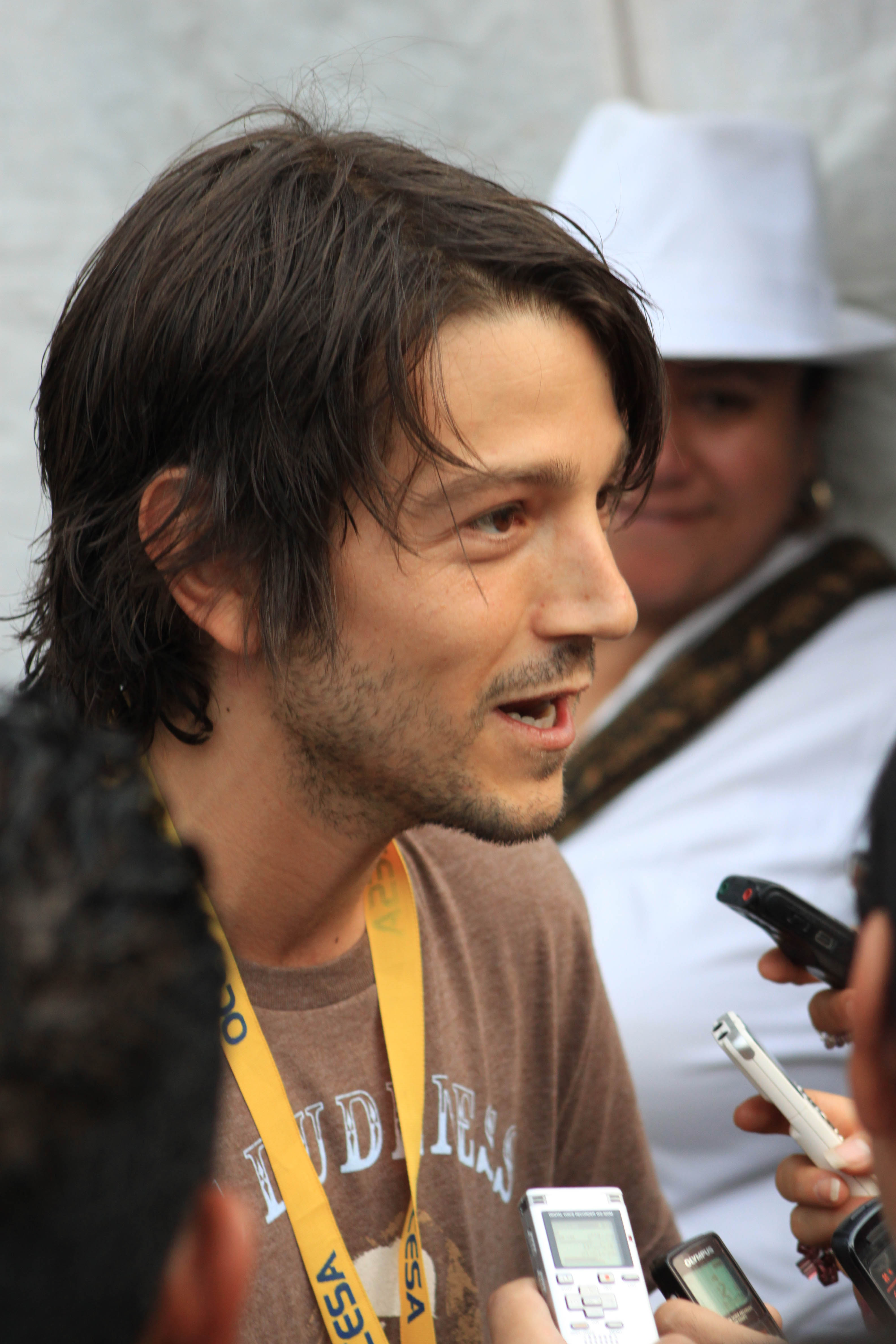
L'acteur principal Diego Luna, l'année de sortie du film.

- Jason Pennycooke : Sammy Davis, Jr.
- Anita Pallenberg : Élisabeth II
- Rachel Korine : Le Petit Chaperon rouge
- Joseph Morgan : James Dean
- Melita Morgan : Madonna
- Daniel Rovai : Moe Stooge
- Nigel Cooper : Curly Stooge
- Mal Whiteley : Larry Stooge
- Esme Creed-Miles : Shirley Temple
- Michael-Joel David Stuart : Buckwheat Thomas
- Cerrlera : homme avec des fleurs
- Britta Gartner : nonne
- Camille De Pazzis : nonne
- David Blaine : prêtre
- Eve Korine : nonne
- Elina Larrauga : nonne

...